# 萨伊苏库藏
萨伊苏库藏（法語：Sail-sous-Couzan，法語發音：[saj su kuzɑ̃]）是法国卢瓦尔省的一个市镇，位于该省西部，属于蒙布里松区。

## 地理
萨伊苏库藏（45°44'2"N, 3°58'14"E）面积7.43 平方千米，位于法国奥弗涅-罗讷-阿尔卑斯大区卢瓦尔省，该省份为法国中南部省份，北起顺时针与索恩-卢瓦尔省、罗讷省、伊泽尔省、阿尔代什省、上盧瓦爾省、多姆山省和阿列省接壤。
与萨伊苏库藏接壤的市镇（或旧市镇、城区）包括：圣西克斯特、莱尼厄、帕洛尼厄、圣乔治昂库藏、特雷兰。
萨伊苏库藏的时区为UTC+01:00、UTC+02:00（夏令时）。

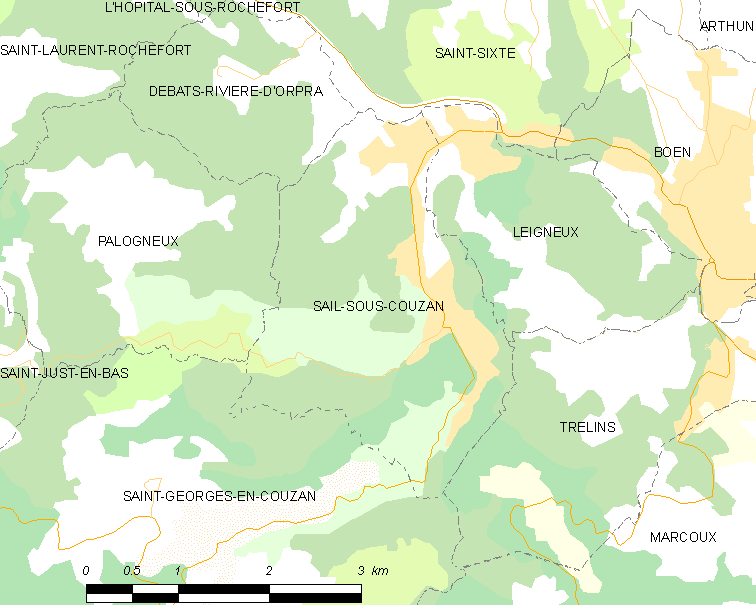
萨伊苏库藏的OSM定位图

## 行政
萨伊苏库藏的邮政编码为42890，INSEE市镇编码为42195。

## 政治
萨伊苏库藏所属的省级选区为利尼翁河畔博安县。

## 交通
卢瓦尔省省道D6线、D55线和D97线经过境内。

## 人口

1962-2008年间萨伊苏库藏人口变化图示

萨伊苏库藏于2022年1月1日时的人口数量为992人。